# Strymon souhegan
Strymon souhegan är en fjärilsart som beskrevs av Whitney 1868. Strymon souhegan ingår i släktet Strymon och familjen juvelvingar. Inga underarter finns listade i Catalogue of Life.